# Buellia georgei
Buellia georgei är en lavart som beskrevs av Trinkaus, H. Mayrhofer & Elix. Buellia georgei ingår i släktet Buellia och familjen Physciaceae.   Inga underarter finns listade i Catalogue of Life.